# 南非馬鮫
南非馬鮫為輻鰭魚綱鱸形目鯖亞目鯖科的其中一種，分布於西印度洋區，包括東非、葛摩、留尼旺、模里西斯、塞席爾群島等海域，棲息深度50-200公尺，體長可達120公分，棲息在沿岸海域，每年3月至9月會成群活動，屬肉食性，以魚類、魷魚、甲殼類為食，可做為食用魚、遊釣魚。

## 擴展閱讀
維基物種上的相關：南非馬鮫